# Zbabĕlec
Zbabĕlec, noto anche come Codardo, è un film del 1962, diretto da Jiří Weiss.

## Trama
In un villaggio slovacco occupato dai tedeschi durante la guerra, il maestro di scuola Ondřej Bodnár e la giovane moglie Františka nascondono in casa propria, a loro grande rischio, Oleg, un paracadutista russo ferito sfuggito ai nazisti. Ondřej è particolarmente apprensivo e circospetto per questo fatto, al punto da poter sembrare un vigliacco (zbabĕlec), mentre Františka - quando alla fine Oleg, una notte, lascia la casa - dopo un diverbio col marito, segue il soldato russo per indicargli la strada. Oleg e Františka uccidono due soldati tedeschi e danno fuoco ad un edificio requisito dagli occupanti, poi si dirigono sulle montagne affinché Oleg si unisca ai partigiani.
Albert Schmolka, un ufficiale tedesco, riunisce i maggiorenti del paese per scoprire l'autore del sabotaggio, e mette Ondřej di fronte ad un ultimatum: o il maestro gli indicherà i nomi dei sospetti oppure verrà impiccata per rappresaglia una persona ogni dieci, scelta nel registro degli abitanti del villaggio. Mentre Františka scende dalle montagne incontra alcuni abitanti del paese che fuggono, accusando il marito di essere un collaborazionista per averli traditi. Ma Ondřej, quando si vede condurre davanti, nel quartier generale nazista, una donna, richiesto da Schmolka di identificarla, si autoaccusa e viene imprigionato.
Františka, rientrata in paese, si "costituisce". Viene messa a confronto con l'altro sedicente responsabile dell'azione di resistenza, che scopre essere suo marito.
Františka cammina per le vie del villaggio, guardata con rispetto dagli abitanti, mentre le truppe tedesche allestiscono una forca.